# Downing College

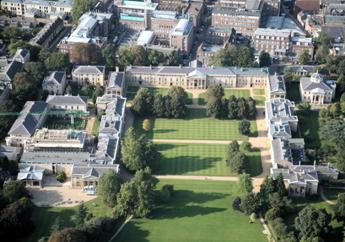
Vue générale.

Pour les articles homonymes, voir Downing.
Downing College est un des 31 collèges constitutifs de l'université de Cambridge au Royaume-Uni. Il a été fondé en 1800.

## Étudiants célèbres
- Aitzaz Ahsan, homme politique pakistanais
- John Cleese, acteur et scénariste
- Andy Hamilton, comédien et scénariste
- Ray Lankester, zoologiste
- Thandiwe Newton, actrice
- Kathryn Parsons, entrepreneure britannique
- John Pendry, physicien
- William Schreiner, avocat et homme politique d'Afrique du sud
- Michael Winner, réalisateur